# Die Fremde aus der Elstergasse
Pour plus de détails, voir Fiche technique et Distribution.
Die Fremde aus der Elstergasse  est un film allemand réalisé par Alfred Tostary et sorti en 1921, avec Margit Barnay, Olaf Storm et Eduard von Winterstein dans les rôles principaux. 
La première mondiale a eu lieu à Berlin le 7 juin 1921.

## Fiche technique
- Titre original : Die Fremde aus der Elstergasse
- Réalisation : Alfred Tostary
- Scénario : Demy Passau
- Photographie : Curt Courant
- Montage :
- Musique :
- Pays de production : République de Weimar
- Langue originale : muet, intertitres en allemand
- Format : noir et blanc
- Genre :
- Durée :
- Dates de sortie :
  - République de Weimar : 7 juin 1921 (à Berlin)

## Distribution
- Margit Barnay
- Olaf Storm
- Eduard von Winterstein
- Maria Forescu
- Ilka Grüning
- Frida Richard
- Wilhelm Diegelmann
- Georg John
- Hermann Picha
- Josefine Dora
- Emil Mamelok
- Harry Gondi
- Berta Christians-Klein